# Gewargis III
Sua Santità Gewargis III, (lingua siriaca: ܡܪܝ ܓܝܘܪܓܝܣ ܨܠܝܒܼܐ), nato Warda Daniel Sliwa (Habbaniyah, 23 novembre 1941), è un arcivescovo cristiano orientale iracheno, dal 16 settembre 2015 catholicos e patriarca della Chiesa assira d'Oriente.
È stato eletto durante il Sinodo nella cattedrale di San Giovanni Battista a Erbil, dal 16 al 18 settembre 2015 e consacrato il successivo 27 settembre, con il nome di Mar Gewargis III, come 121º Catholicos (Patriarca) della santa Chiesa cattolica e apostolica assira d'Oriente.
Ha dato le dimissioni nel 2020 e gli è succeduto Mar Awa Royel, eletto l'8 settembre 2021.